# Sphodromantis obscura
Sphodromantis obscura är en bönsyrseart som beskrevs av Max Beier och Peter Hocking 1965. Sphodromantis obscura ingår i släktet Sphodromantis och familjen Mantidae. Inga underarter finns listade i Catalogue of Life.